# António Maria de Fontes Pereira de Melo

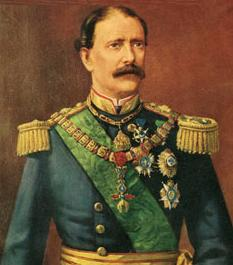
António Maria de Fontes Pereira de Melo

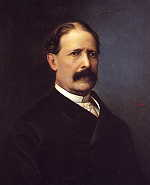
António Maria de Fontes Pereira de Melo

António Maria de Fontes Pereira de Melo (* 8. September 1819 in Lissabon; † 22. Januar 1887 ebenda) war ein portugiesischer Politiker und Staatsmann aus der Zeit der portugiesischen Monarchie. Er war ein Führer der Regenerationspartei, hatte verschiedene Ministerposten inne und war insgesamt dreimal (1871–1878, 1879 und 1881–1886) Ministerpräsident. Er führte eine der stabilsten Regierungen in der portugiesischen Geschichte dieser Zeit und machte sich um die Modernisierung der Verwaltung und die Industrialisierung des Landes verdient. Seine Regierungszeit ging unter dem Ausdruck Fontismus (portugiesisch fontismo) in die portugiesische Geschichtsschreibung ein.

## Leben
Bereits mit 12 Jahren trat Fontes de Melo in die Militärakademie ein. 1839 folgte er seinem Vater, der zum Gouverneur von Kap Verde ernannt wurde, nach Praia. Dort heiratete er und kehrte 1843, nachdem die Amtsperiode seines Vaters beendet war, nach Lissabon zurück.
Im Bürgerkrieg gegen die setembristische Gegenregierung in Porto kämpfte er an der Seite des Herzogs von Saldanha.
1848 wurde Fontes Pereira de Melo für die Kapverdischen Inseln zum Abgeordneten gewählt. Trotz seiner Gegnerschaft zu Costa Cabral, der alles versuchte, um Fontes Einzug in die Cortes zu verhindern, gelang es Fontes, sein Abgeordnetenmandat zu verteidigen. Während der zweiten Regierung Costa Cabral schwang sich Fontes zu einem der führenden Oppositionspolitiker auf.
Während der Regierung Saldanha wurde Fontes zunächst für kurze Zeit Marineminister, danach Finanzminister. Als solcher gelang es ihm, die Staatsfinanzen halbwegs in Ordnung zu bringen, und insbesondere auch dafür zu sorgen, dass die Staatsbediensteten pünktlich bezahlt wurden, was schon seit längerer Zeit nicht mehr vorgekommen war, und ihm deshalb Respekt und großes Ansehen einbrachte. Außerdem übernahm Fontes noch das neu geschaffene Ministerium für öffentliche Arbeiten. In dieser Funktion machte er sich besonders um den Ausbau des Eisenbahnnetzes des Landes verdient.
Ein weiteres Problem der Regierung war, dass Portugal bereits seit geraumer Zeit seine Auslandsschulden nicht mehr bediente. Der Handel mit portugiesischen Aktien war deshalb an allen großen Börsenplätzen Europas verboten. Ohne diesen Handel war es dem Land aber nicht möglich, ausländisches Kapital aufzunehmen, das für den Aufbau der industriellen Infrastruktur dringend benötigt wurde. Fontes begab sich deshalb auf eine Auslandsreise, auf der er in London von Königin Victoria und in Paris von Kaiser Napoléon III. empfangen wurde. Es gelang ihm zwar zu erreichen, dass portugiesische Papiere an den Börsen in London und Paris wieder gehandelt werden durften, aber nur gegen das Versprechen, in Portugal die Steuern zu erhöhen, damit dem Staat höhere Einnahmen zur Bedienung seiner Auslandsschulden zur Verfügung stünden. Diese höheren Steuern, die nur gegen großen Widerstand durchgesetzt werden konnten, führten mit zum Fall der Regierung Saldanha im Jahr 1856.
1858/59 führte Fontes die Verhandlungen mit den Niederlanden über die Grenzziehung zwischen den kolonialen Besitzungen beider Länder auf den Kleinen Sundainseln. Sie wurden 1859 mit der Unterzeichnung des Vertrags von Lissabon abgeschlossen.
1859, als die Regenerationspartei wieder an die Regierung kam, trat Fontes als Innenminister in die Regierung ein. Als 1861, hervorgerufen auch durch den Tod des bisherigen Ministerpräsidenten, des Herzogs von Terceira, erneut die Historische Partei an die Macht kam, wurde Fontes Oppositionsführer. 1865, in der Koalitionsregierung von de Aguiar erneut Finanzminister, danach Kriegsminister.
1871 trat Fontes dann zum ersten Mal das Amt des Ministerpräsidenten an. Während dieser Zeit behielt er auch das Kriegsministerium und kümmerte sich besonders um die Modernisierung der portugiesischen Armee. Außenpolitisch sorgte er dafür, dass Portugal bei den politischen Wirren, die zu dieser Zeit das benachbarte Spanien erschütterten, strikte Neutralität wahrte. Die erste Regierung Fontes dauerte bis 1878 und war damit die stabilste und am längsten amtierende Regierung dieser Zeit überhaupt. 1877 verlor er eine Abstimmung im Parlament, trat – offiziell aus Gesundheitsgründen – zurück und begab sich auf eine längere Europareise.
1878, als die auf ihn folgende Regierung de Ávila sich in Schwierigkeiten befand, ernannte ihn der König erneut zum Ministerpräsidenten, was scharfe Proteste der neuen Progressiven Partei hervorrief. 1879 musste er dann erneut zurücktreten und ging gegen die neue progressive Regierung in die Opposition. Von seinem neuen Posten als Präsident des Oberhauses aus gelang es ihm, die Regierung 1881 zu stürzen und zum dritten Mal zum Ministerpräsidenten ernannt zu werden. Während dieser Zeit setzte Fontes vor allem eine Verfassungsänderung betreffend die zweite Kammer durch: Die dortigen Senatoren, die ihre Posten bis jetzt vererben konnten, wurden nur noch auf Lebenszeit ernannt.
1886 stürzte die dritte Regierung Fontes, die Progressiven übernehmen erneut die Macht. Fontes wurde Oppositionsführer und bereitete gerade den Wahlkampf der Regenationspartei vor, als er 1887 überraschend in Lissabon starb. António de Serpa Pimentel wurde sein Nachfolger als Führer der Regenerationspartei.
| Vorgänger                                       | Amt                                                   | Nachfolger                                                          |
| ----------------------------------------------- | ----------------------------------------------------- | ------------------------------------------------------------------- |
| António José de Ávila António Rodrigues Sampaio | Premierminister von Portugal 1871–1877 1879 1881–1886 | António José de Ávila Anselmo José Braamcamp José Luciano de Castro |

| Personendaten    | Personendaten                            |
| ---------------- | ---------------------------------------- |
| NAME             | Fontes Pereira de Melo, António Maria de |
| KURZBESCHREIBUNG | portugiesischer Politiker und Staatsmann |
| GEBURTSDATUM     | 8. September 1819                        |
| GEBURTSORT       | Lissabon                                 |
| STERBEDATUM      | 22. Januar 1887                          |
| STERBEORT        | Lissabon                                 |